# Поперечный, Данила Алексеевич
Дани́ла Алексе́евич Попере́чный (род. 10 марта 1994, Воронеж) — видеоблогер (ютубер), стендап-комик и актёр. Начинал свою деятельность на YouTube как мультипликатор под псевдонимом Spoontamer, со временем переключился на разговорный жанр.

## Биография
Воспитывался матерью. Когда Поперечный был в седьмом классе, они с матерью переехали в Киев, где прожили следующие шесть лет. В это время Поперечный обучался в киевской школе. После получения среднего образования, поступил на инженера-информатика в Польше, город Жешув «Университет Информатики и Управления», но бросил обучение через 2 года.
В 16 лет начал подрабатывать в компании по разработке игр «GSC Game World», став бета-тестером «S.T.A.L.K.E.R.: Чистое небо».

### Семья
Женат на блогере Полине Чистяковой.

### Творческая деятельность
Поначалу Поперечный был известен на видеохостинге YouTube под псевдонимом Spoontamer. Первые его видео представляли собой юмористические анимации. Также делал различные скетчи, обзоры и публиковал их на своём YouTube-канале. Одновременно он работал и на других ресурсах, познакомившись с такими блогерами, как Эльдар Джарахов, Катя Клэп и Руслан Усачев. Некоторое время Данила работал на портале «Спасибо, Ева!» в качестве мультипликатора, однако после скандала, обусловленного связью «Спасибо, Ева!» с властями, покинул проект. Участвовал в запуске школы видеомейкеров «Давай лайма». В 2011 году выкладывает ролики из серии «Level up», в которых делится своими мыслями на интересующие его темы. С 2013 года активно занимается жанром стендап-комедии. В этом же году Данила постепенно становится известным и набирает на своём канале первые 10 000 подписчиков. С декабря 2017 года является ведущим шоу «Зашкварные истории» на YouTube-канале КЛИККЛАК. В 2021 году озвучил один из эпизодов для альбома Markul «Sense of Human», вышедшего 15 октября 2021 года.
Летом 2021 года снялся в фильме «Молодой человек», в роли вожатого Паши. Продюсером фильма выступил Илья Найшуллер. Фильм вышел в июне 2022 года.

### Общественно-политические взгляды
29 июня 2016 года выпустил видеоролик, в котором раскритиковал пакет Яровой, который, по его мнению, может являться поводом для создания глобальной интернет-цензуры в России.
26 марта 2017 года посетил митинг против коррупции в Санкт-Петербурге. Поперечный заявил, что таким образом выражает свою гражданскую позицию.
11 мая 2017 года присутствовал вместе с Русланом Усачевым на суде по делу Соколовского. Он объяснил, что прибыл на судебное заседание не из-за симпатии к Соколовскому, а из-за желания побывать на суде, где человека могут заключить в тюрьму за слова и убеждения, что недопустимо. Затем опубликовал видео, где требует от властей России исключить Руслана Соколовского из списка террористов и изменить статью 282 УК РФ.
В начале 2018 года в интервью Юрию Дудю признался, что испытывал притеснения со стороны власти из-за своей политической позиции.
Активно занимается благотворительной деятельностью. Пожертвовал более 12 миллионов рублей на помощь украинским беженцам.

##### Пародия на Рамзана Кадырова
14 января 2018 года Поперечный опубликовал на своём канале ролик под названием «ГЛАВНЫЙ ПОМОЩНИК», в котором сатирически обыграл новость о назначении Рамзана Кадырова «помощником по добрым делам». Видео быстро стало популярным и привлекло внимание общественности.
Министр по национальной политике, внешним связям, печати и информации Чечни Джамбулат Умаров, комментируя работу Поперечного, назвал её «непрофессионально сварганенным перфомансом», а самого комика — «ослом-недоумком».

##### Конфликт с Виталием Милоновым
1 июня 2018 года у Данилы Поперечного завязался конфликт с депутатом и православным активистом Виталием Милоновым. Причиной тому стал сатирический клип Поперечного «Поп культура», возмутивший политика. Виталий Милонов подал иск на Поперечного не за оскорбление чувств верующих, а за то, что тот якобы снимал клип в настоящей церкви. В итоге Поперечного оправдали, так как съёмки клипа «Поп культура» проходили в студии.

#### Жалоба Андрея Норкина
19 июля 2018 телеведущий Андрей Норкин написал на своей странице в Facebook, что подал заявление в СК России на Поперечного «на предмет нарушения статьи 282 УК РФ („Возбуждение ненависти либо вражды, а равно унижение человеческого достоинства“)».

##### Солидарность со Светланой Прокопьевой
В связи с делом Светланы Прокопьевой, журналистки, обвинённой в оправдании терроризма, приговорённой к штрафу в 500 тысяч рублей, Поперечный заявил в июле 2020 года, что считает это наказание несправедливым и готов выплатить этот штраф, явно превышающий возможности Прокопьевой. В феврале 2021 года Прокопьева сообщила о том, что возможности обжалования приговора исчерпаны, и объявила о сборе необходимой для штрафа суммы; сразу после этого Поперечный перевёл ей всю сумму штрафа.

##### Позиция по Украине
15 мая 2018 года Служба безопасности Украины по инициативе организации «Відсіч» (с укр. — «Отпор») запретила Даниле Поперечному въезд в страну на три года. Поводом для этого послужила его «антиукраинская позиция». Двумя днями позже запрета въезда Поперечный должен был провести четыре стендап-выступления на Украине: в Харькове, Одессе и дважды в Киеве. Сам комик опроверг обвинения в свой адрес и пообещал в скором времени восстановить справедливость.
В феврале 2022 года выступил против вторжения России на Украину. Видео, в котором Поперечный осуждает российское вторжение, Роскомнадзор внёс в список запрещённых материалов.

В марте 2022 года уехал из России из-за угроз в свой адрес и опасений за свою жизнь после высказываний о российском нападении на Украину, заявив: «я уехал потому, что устал каждое утро просыпаться с ощущением, что меня могут арестовать». 14 января 2023 года блогер сообщил о своём переезде в Лос-Анджелес (США) из-за продолжающейся войны России против Украины.
«Я не готов свои деньги жертвовать на войну. Категорично не собираю на нужды ВСУ… Это моя позиция, я не хочу никоим образом быть причастен к тому, чтобы умирали люди», — отметил комик в интервью «Скажи Гордеевой». 
14 июня 2024 года Министерством юстиции России был внесён в список физических лиц «иностранных агентов».

## Стендап-выступления
- 2014 — Stand Up в Питере[37] (0:22)
- 2015 — Без мата[38] (0:46)
- 2015 — Большая ложь[39] (0:45)
- 2016 — Х_Й[40] (1:19)
- 2017 — Где смеяться?[41] (1:18)
- 2018 — Нелицеприятный[42] (1:36)
- 2020 — Спешл фо кидс[43] (2:06)
- 2022 — Благотворительный концерт[44] (0:35)
- 2023 — Весёлая жизнь[45] (1:43)

## Фильмография
| Год  |   | Название        | Роль |
| ---- | - | --------------- | ---- |
| 2022 | ф | Молодой человек | Паша |